# Nik Stauskas
Nikolas Tomas „Nik“ Stauskas (* 7. Oktober 1993 in Mississauga, Ontario) ist ein kanadischer Basketballspieler, der derzeit für die Boston Celtics in der nordamerikanischen NBA spielt.

## Highschool und College
Stauskas wuchs als Sohn litauischer Einwanderer in Kanada auf. Als 16-Jähriger wechselte er in die USA und spielte für amerikanische Schulmannschaften in Connecticut (South Kent School) und Massachusetts (St. Mark's School). Nach seinem Abschluss spielte er für die University of Michigan. Bereits in seinem ersten Jahr erreichte er an der Seite von Trey Burke und Tim Hardaway, Jr. das Finale der NCAA, wo man sich jedoch der University of Louisville geschlagen geben musste. Nachdem Burke und Hardaway in die NBA gewechselt waren, wurde Stauskas der neue Führungsspieler der Wolverines. Sein Sophomore-Collegejahr schloss er auch dank der neuen Rolle stark verbessert mit Mittelwerten von 17,5 Punkte, 2,9 Rebounds und 3,3 Assists ab. Dabei traf er 44 Prozent seiner Würfe von der Dreipunktlinie. Am Ende der Saison gab er seinen Wechsel in die NBA bekannt.

## Profilager
Beim NBA-Draft 2014 wurde Stauskas an achter Stelle von den Sacramento Kings ausgewählt. In seiner ersten NBA-Saison erzielte Stauskas 4,4 Punkte im Schnitt und konnte sich in der Rotation der Kings etablieren.
In der Sommerpause 2015 wurde Stauskas zusammen mit zwei weiteren Spielern von den Kings zu den Philadelphia 76ers transferiert, wo er im Spieljahr 2016/17 mit 9,5 Punkten pro Begegnung einen ordentlichen Wert verbuchte, und 2017 zusammen mit Jahlil Okafor im Rahmen eines Tauschgeschäfts von den Philadelphia 76ers an die Brooklyn Nets abgegeben. In Brooklyn kam er deutlich weniger zum Zuge als in Philadelphia.
In der Sommerpause 2018 unterschrieb Stauskas einen Einjahresvertrag bei den Portland Trail Blazers, blieb dort aber ebenso Ergänzungsspieler wie bei den Cleveland Cavaliers, für die er ab Februar 2019 spielte.
Anfang August 2019 vermeldete der spanische Erstligist Saski Baskonia Vitoria seine Verpflichtung. In 18 Ligaspielen erzielte Stauskas im Schnitt 7,2 Punkte. Mitte Oktober 2021 wurde er von der NBA-Mannschaft Denver Nuggets mit einem Vertrag ausgestattet, der zwei Tage später wieder aufgehoben wurde. Er spielte dann für Grand Rapids Gold in der NBA G-League.

## Nationalmannschaft
Stauskas spielte bei der U16-Basketball-Amerikameisterschaft 2009 und U16-Basketballweltmeisterschaft 2010 für die kanadische Nationalmannschaft. Im Sommer 2015 debütierte Stauskas bei der Basketball-Amerikameisterschaft für die Herrennationalmannschaft Kanadas und gewann mit ihr die Bronzemedaille.

## Karriere-Statistiken

### NBA

#### Reguläre Saison
| Saison  | Team                    | GP  | GS | MPG  | FG % | 3P % | FT % | RPG | APG | SPG | BPG | PPG |
| ------- | ----------------------- | --- | -- | ---- | ---- | ---- | ---- | --- | --- | --- | --- | --- |
| 2014–15 | Sacramento              | 73  | 1  | 15.4 | .365 | .322 | .859 | 1.2 | 0.9 | 0.3 | 0.2 | 4.4 |
| 2015–16 | Philadelphia            | 73  | 35 | 24.8 | .385 | .326 | .771 | 2.5 | 1.9 | 0.6 | 0.3 | 8.5 |
| 2016–17 | Philadelphia            | 80  | 27 | 27.4 | .396 | .368 | .813 | 2.8 | 2.4 | 0.6 | 0.4 | 9.5 |
| 2017–18 | Philadelphia / Brooklyn | 41  | 0  | 12.8 | .390 | .400 | .724 | 1.6 | 1.0 | 0.2 | 0.1 | 4.4 |
| 2018–19 | Portland / Cleveland    | 68  | 0  | 14.9 | .402 | .372 | .891 | 1.9 | 1.2 | 0.3 | 0.1 | 5.9 |
| 2021–22 | Miami / Boston          | 8   | 0  | 4.9  | .357 | .400 | .667 | 0.4 | 0.3 | 0.0 | 0.0 | 2.3 |
| Gesamt  | Gesamt                  | 343 | 63 | 19.5 | .389 | .354 | .812 | 2.0 | 1.5 | 0.4 | 0.2 | 6.7 |